# The King of Fighters XIII
The King of Fighters XIII est un jeu vidéo de combat de la société SNK Playmore de la série The King of Fighters.
Le jeu est sorti le 30 novembre 2011 en Europe.

Une version PC est sortie le 13 septembre 2013.

## Histoire
Cet opus reprend la trame principale de The King of Fighters XI. Ash Crimson a réussi à absorber les pouvoirs de Chizuru Kagura et Iori Yagami, deux descendants des clans ayant scellé l'Orochi il y a de cela 1 800 ans. Kyo Kusanagi est amené à être sa prochaine victime. Alors qu'Elisabeth Blanctorche se prépare pour arrêter Ash, des combattants reçoivent une invitation pour participer à un nouveau tournoi de The King of Fighters et dont l'organisateur signe par la lettre R.

## Système de jeu
Le jeu reprend la base de The King of Fighters XII mais en s'épurant du Guard attack, du Critical Counter et du Clash. Cependant d'autres nouveautés ont été confirmées.
Le premier est le Ex Mode rendant plus puissant les coups du personnage. Dans ce mode, vous pourrez exécuter des EX Special Moves (nécessite une barre de Power) et des Ex Desperation Moves (deux barres de Power).

En plus des Ex Desperation Moves, une nouvelle catégorie appelée NEO MAX peut être enclenché en consommant trois stocks de barre de Power. Elles peuvent être précédé par un simple Desperation Move que vous pouvez interrompre, rappelant le système de "Dream Cancels" introduit dans The King of Fighters XI.
La seconde nouveauté est l'Hyper Drive Mode permettant au joueur d'effectuer des Drive Cancels pendant un temps limité. Ce Drive Cancel offre de nouvelle possibilité d'enchaînement qu'il n'est pas possible de réaliser en temps normal.
Enfin, le jeu marque le retour des multiples barres de Power qui avait fait leur apparition dans The King of Fighters '97.

## Personnages
Tous les personnages de The King of Fighters XII sont présents y compris Elisabeth Blanctorche et Mature, exclusifs aux conversions sur consoles. Trois nouveaux personnages ont été annoncés lors de l'avant première à Akihabara rappelant la composition de l'équipe féminine dans The King of Fighters '94 : King, Mai Shiranui et Yuri Sakazaki.
Le 22 avril 2010, le magazine Famitsu dévoila 2 nouveaux personnages supplémentaires : Vice et Takuma Sakazaki. Le site officiel ne tarda pas à mettre à jour sa page tout en ajoutant l'histoire pour l'équipe de Iori Yagami.

Le 26 avril 2010, le site officiel ajoute un nouveau personnage complétant ainsi l'équipe de Kim : Hwa Jai de la série Fatal Fury.

À compter du 30 avril 2010, les membres d'une équipe (la K' Team) jusqu'alors inconnue est dévoilée chaque fin de semaine.
Le 28 juin 2011, le magazine japonais Famitsu dévoila un personnage supplémentaire, Billy Kane de la série Fatal Fury, pour l'adaptation sur console de salon.

### Personnages par équipe
Team Elisabeth
- Elisabeth Blanctorche
- Duo Lon
- Shen Woo

Team Japan
- Kyo Kusanagi
- Benimaru Nikaido
- Goro Daimon

Team Fatal Fury 
- Andy Bogard
- Terry Bogard
- Joe Higashi

Psycho Soldiers
- Athena Asamiya
- Sie Kensou
- Chin Gentsai

Ikari Team
- Leona Heidern
- Ralf Jones
- Clark Still

Women Fighters Team
- Yuri Sakazaki
- Mai Shiranui
- King

Yagami Team
- Iori Yagami
- Mature
- Vice

Art of Fighting Team
- Robert Garcia
- Ryo Sakazaki
- Takuma Sakazaki

Kim Team
- Kim Kaphwan
- Raiden
- Hwa Jai

K' Team
- K'
- Kula Diamond
- Maxima

### Personnage solo
- Ash Crimson

### Bosses
- Saiki (mid-boss)
- Evil Ash Crimson

### Personnages exclusifs à la version console
- Billy Kane
- Saiki (Human)
- Ex Iori (DLC)
- Mr.Karate (DLC)
- Ex Kyo (DLC)

## Développement
Le concepteur du jeu, Kei Yamamoto, déclara qu'il souhaite que The King of Fighters XIII soit joué par les fans de la série et qu'ils soient capables d'utiliser leurs expériences acquises sur les titres précédents. À cela et bien qu'il ne veut pas que le jeu soit trop similaire à The King of Fighters XII, Yamamoto et son équipe ont néanmoins voulu garder le charme des volets précédents.

## Versions
La version sortie en 2010 souffrait de bugs notables, ce qui poussa à instaurer des règles lors du tournoi du Tougeki - Super Battle Opera au Japon. Une version 1.1 vit le jour par la suite afin de pallier les problèmes.
Une version pour la plateforme iOS est sortie le 7 juillet 2011 sous le nom The King of Fighters-i. La composition initiale des personnages est réduite, bien que 6 nouveaux personnages ont été ajoutés en septembre 2011, accompagné d'une mise à jour du jeu. Cette version a été adaptée sur la plateforme Android le 22 mars 2012 sous le nom The King of Fighter Android. Une nouvelle version incluant 12 nouveaux personnages et divers modes de jeu est ensuite sortie le 3 mai 2012 sur iOS: The King of Fighters-i 2012.
L'adaptation sur consoles PlayStation 3 et Xbox 360 sortie en automne 2011 ajoute divers modes de jeu et de nouveaux personnages notamment par le biais de téléchargement payant.
King of Fighters XIII: Climax inclut tous les ajouts et améliorations apportés par la version console. Il s'agit de la dernière mise à jour du jeu pour l'arcade et est sortie le 26 avril 2012.
Le jeu est sorti sur PC le 13 septembre 2013 via la plateforme  distribution de contenu en ligne Steam. Le jeu, intitulé King of Fighters XIII Steam Edition, est semblable à la version Climax avec l'ajout de nouvelles fonctionnalités.